# 美女と野獣 (1991年の映画)
『美女と野獣』（びじょとやじゅう、原題: Beauty and the Beast ）は、フランスの民話『美女と野獣』（J・L・ド・ボーモン夫人版）を元にした、1991年のアメリカのアニメーション映画である。ゲーリー・トゥルースデイルとカーク・ワイズが監督を務める。
続編とした『美女と野獣 ベルの素敵なプレゼント』、『美女と野獣 ベルのファンタジーワールド』が制作された。
日本での公開は1992年9月23日。また、2002年にはIMAXシアター向けに同作品を作り直して上映、2010年にはディズニーデジタル3-D版が上映された。

## 概要
ディズニー・ルネサンスと呼ばれる時期に作られた成功作のひとつである。アニメ映画史上初のアカデミー賞作品賞ノミネート作品（第64回）である（第82回アカデミー賞で「カールじいさんの空飛ぶ家」がノミネートされるまでは、この作品が唯一であった）。また、作曲賞と歌曲賞を受賞した。
アメリカでは1992年10月30日にホームビデオが発売され、1週間で700万本、1ヶ月で1420万本という売上を記録し、当時1300万本余を販売していた『ファンタジア』を上回る当時の米国記録を達成した。
日本ではワーナー・ブラザース配給のディズニー作品は本作が最後となった。1993年9月17日にブエナ ビスタ ジャパンからビデオが発売された。日本で初めて、セルビデオ（販売用ビデオテープ）のみで100万本を出荷した作品となった。それまでの記録は『ファンタジア』の80万本（レーザーディスクを含めるとミリオンセラー）であった。本作の日本でのセルビデオ累計出荷本数は115万本。
2009年に『エンターテイメント・ウィークリー』誌が発表した「1983年以降に製作された恋愛映画の名作25本」では、第25位に選出された。
IMAX版では大画面の観覧に耐えるよう、細かい部分で書き足しなどを行っている。また最初の上映時には無かった「人間に戻りたい」などの家来たちの心情をアニメーション化するなど、一部シーンが追加されている。エンディングテロップもスクロールではなく、全面表示の切り替わりとなっており、IMAX向けに丁寧に作られていた。それらは後にDVD版として発売された。
2010年には『ディズニーデジタル3D』としてオーストラリアやスペイン、日本（2010年10月9日公開）などで公開された。なお、3D版はアメリカでは2012年1月13日に公開されている。

## ストーリー
森の奥にある城に、若く美しいがとても我がままで傲慢な王子が住んでいた。ある夜、醜い老女が城を訪ね、一輪のバラを宿代代わりに差し出し城に一晩泊めてほしいと頼む。しかし王子は老女の醜さを理由にそれを断る。老女は「見かけで人を判断すると、心の奥底の真実が見えなくなってしまう」と忠告するが、王子は聞く耳を持たず再び追い返そうとした。するとその瞬間に老女は美しい魔女に変わり、優しい心を持たず人を外見で判断する王子と、王子をそのように育てた召し使いたち、さらにその城全体に魔法をかけ、王子を恐ろしい野獣の姿に、召し使いたちを家財道具の姿に変えてしまった。魔女はどんな物をも映し出す魔法の鏡と初めに見せた一輪のバラの花を置き消えていった。そのバラの花びらが全部散るまでに、王子が人を愛し人に愛されることを学び、「真実の愛」を見つけることができなければ、王子たちにかけられた魔法が解けることはない。王子は己の醜い姿を恥じて城に閉じこもり、絶望と失意のうちに十年の歳月が流れた。
とある街に住む発明家モーリスの娘・ベルは街一番の美貌の持ち主で、読書と空想が大好きな父親思いの娘だった。ベルはそんな自分の夢見がちな性分を風変わりと捉える街の人々に馴染めず、街一番のハンサムで人気者だが乱暴で下品な自惚れ屋である狩人・ガストンの執拗な求婚に辟易していた。
モーリスが発明大会に出かけた日、愛馬フィリップが父を乗せぬまま戻ってきたのを見たベルは父に何かあったに違いないと考え、フィリップと共にモーリスとはぐれた森の奥地の城へとやってくる。モーリスは森で道に迷った上に狼たちに襲われてフィリップとはぐれ、辿り着いた城で一夜の宿を頼んだ。それを見かねた蝋燭のルミエールとティーポットのポット夫人はモーリスをもてなそうとしたのだが、怒った城の主である野獣に不法侵入者として捕らえられ、牢獄に繋がれていたのだった。解放を願うベルは父と引き換えに自分が城に留まることを申し出る。野獣はその条件を受け入れ、反対するモーリスを強制的に魔法の馬車に乗せ街へと追い返してしまった。
こうして城に残ることになった失意のベルを、ポット夫人やルミエール、置き時計のコグスワースなど家財道具に変えられた城の召し使たちは快く受け入れ持てなしてくれた。ベルも次第に気を取り直し城の生活に馴染もうと努力するが、礼儀知らずで我がままな野獣の凶暴な振る舞いに耐えかねて城を飛び出してしまう。そして吹雪の中で野生の狼に襲われるが、すんでの所で駆けつけてきた野獣に救われる。その事件をきっかけにベルは醜く横暴な野獣の心の中に残る優しさに気づき、野獣も彼女の優しさに触れお互いに心を通わせるようになる。日々をともに過ごしていく中で、野獣は徐々に人間らしい心を取り戻してベルに想いを寄せるようになり、ベルもまた、野獣に惹かれていく。
二人だけの舞踏会を開いた日の夜のこと、楽しさの中にも父のことを思い沈んだ表情を隠せないベルのために、野獣は魔法の鏡を与えてモーリスの姿を映し出させる。そこに映し出されたのは、病身のままベルを探し求めて森をさまよった末に行き倒れたモーリスの姿だった。彼は酒場で騒ぐガストンたちに野獣の存在を知らせ助けを求めたものの相手にされず、独りでベルを助けに行ったのである。狼狽するベルの姿を見た野獣は、自分の中のベルへの愛情を自覚しつつ、愛するベルの気持ちを思いやり、ベルに魔法の鏡を与えた上で解放する。自分に対するベルの愛情を確かめられぬまま彼女を手放してしまえば、二度と魔法が解けないことを知りながら。
父を助け街に戻ってきたベルは、ガストンが自分の結婚を承諾させるために「城に野獣がいる」と主張するモーリスを狂人として精神病院に入れようと企んでいることを知り、激しく彼を拒絶。モーリスの言うことが事実であることを証明するために魔法の鏡で野獣の姿を見せ、その姿に怯える街の人々に「見た目こそは恐ろしい野獣だが、優しい心の持ち主」と説得するが、その時のベルの様子から彼女と野獣の関係を察したガストンは、ベルから野獣呼ばわりされて拒絶されたことで嫉妬と怒りに駆られ、野獣が恐ろしい存在であると街の人々に吹聴して扇動し、野獣を殺すために城へ夜襲をかけに向かってしまう。自宅の地下貯蔵庫に幽閉された二人は途方に暮れるが、ベルの鞄にこっそり隠れてやってきたポット婦人の息子・ティーカップのチップの妙案により脱出。野獣に襲撃を知らせるために大急ぎで城へと引き返す。
一方、野獣はベルを失った絶望に塞ぎ込んで自暴自棄に落ち込み、侵入者の報告を受けても何ら手を打とうとしない。主人と城を守るべく、召し使い達はルミエールの一計で本物の家財道具になりすまし、侵入者たちの不意を突いてから一斉に反撃を開始、撃退することに成功した。
騒ぎの中、一人野獣の居場所を突き止めたガストンは、背後から矢を放って奇襲し野獣をバルコニーに追い詰める。それでもなお野獣は力なく倒れたまま動こうとせず、徹底的に痛めつけられてしまう。だがガストンが止めを刺そうとした刹那、駆けつけたベルの叫び声を耳にして生気を取り戻した野獣は反撃を開始する。ついにガストンを追い詰め、怒りと共にバルコニーから落とそうとした野獣だが、命乞いをする彼の姿を見て命を奪うことは思いとどまり、出て行けと言い放つ。だがその温情が仇となり、屋根を伝ってバルコニーに上りベルと念願の再会を果たした直後、背後からわき腹に短剣を突き立てられてしまう。その拍子に二人は共にバランスを崩し、ガストンは谷底へ落下して死亡する。野獣はベルに掴まれかろうじて救われるものの瀕死の重傷を負い、もはや虫の息であった。途切れ途切れに愛と別れの言葉を口にし事切れた野獣の亡骸にすがり、涙をこぼしながらベルが愛を告白した直後、バラの最後の花びらが散っていく。
皆が悲しみにくれる中、突然空から流星が振りそそぎ、野獣の身体が光に包まれたかと思うと、野獣は元の美しい立派な王子に戻って蘇った。彼の眼差しから王子が野獣本人であることを確信したベルは喜びと共に口づけを交わしあう。すると降り注ぐ光と共に厳めしい形に変えられていた城は元の荘厳な姿に、召使い達は元の人間の姿に戻っていく。ベルの愛の告白により、ついに野獣は愛し愛されることを学ぶ試練を乗り越え、自身と城にかけられた呪いから解き放たれたのである。
こうして、人間に戻った王子とベルは結ばれ、本来の美しい姿に戻ったお城で末永く幸せに暮らすのであった。

## 登場キャラクター
詳細は各キャラクターの記事を参照。

### 主要キャラクター
ベル (Belle)
本作の主人公とディズニープリンセス。容姿も心ばせも美しい娘。

野獣 / 王子 (Beast / The Prince)
村の外れの森に立つ古城の主。

ガストン (Gaston)
本作のディズニー・ヴィランズ（ディズニー作品の悪役キャラクター）。ベルが住む町の英雄。狩りの名人で女性にも人気がある。

### 城の人々
ルミエール (Lumière)
フランス人の城の給仕頭で、城にかけられた魔法で燭台付きの蝋燭の姿になっている。スマートで陽気、ダンスと歌に加えてゲストへのもてなしも得意。
城の中に敷かれた規則を気にしない大らかな性格から几帳面で律儀な性格のコグスワースとは度々ぶつかっているが、なんだかんだで気は合う様子。焦ると蝋燭が溶ける。フェザーダスターの恋人である。家財道具に姿を変えられたことを利用し、本物の家財道具に成りすまして侵入者を撃退することを提案するなど、いざという時には機転も利く。
呪いが解ける前の短編集『美女と野獣 ベルのファンタジーワールド』の短編の一つ『ルミエールとフィフィの記念日 (Fifi's Folly) 』ではフィフィ（フェザーダスター）と主役になっている。『ハウス・オブ・マウス』では常連客として登場する他、お店の評論家として出たり、自分と同じく蝋燭にされた家族を連れてきている。
コグスワース (Cogsworth)
城の執事頭で、生真面目で口うるさい性格で、城にかけられた魔法で時計の姿になっている。感情に応じて時計の針がくるくると回る。涙もろい一面も持つ。ポット夫人とは夫婦のような仲であり、チップのことも可愛がっている。人間の姿では鬘を着用している。
陽気でノリのよいルミエールとは度々衝突するがそれなりに馬は合うようで、ル・フウに追い詰められたルミエールを救い出す活躍も見せた。
ミュージカル版『美女と野獣』では「コッグスワース」と呼ばれている。
2002年に公開されたアイマックス版の追加映像では、コグスワースが自ら進んで野獣とベルの仲を深めるための環境づくりをしようと提案した。また、追加された曲『人間に戻りたい (Human Again) 』のミュージカルシーンでは城にかけられた魔法が解けたら執事を引退しようと思っていることを告白している。ただし、1997年の『美女と野獣 ベルの素敵なプレゼント』では呪いが解けた後も執事を続けている。
映画のフランス語版では、コグスワースの名前は「ビッグ・ベン (Big Ben) 」に変更されている。ロンドンにある時計塔の大時鐘の愛称ビッグ・ベンに由来しているものと思われる。
ジョン・クリーズは同時期に制作されたユニバーサル映画『アメリカ物語2/ファイベル西へ行く (An American Tail: Fievel Goes West) 』の声優をやりたがっていたのでコグスワース役のオファーを断っている。また、パトリック・スチュワートも『新スタートレック』の非常に過密なスケジュールがあったので、この役のオファーを断っている。
ポット夫人 (Mrs. Potts)
城のメイド頭で、チップの母親。城にかけられた魔法でティーポットの姿になっている。優しく温かい性格で、ベルに母親のように接する。使用人の中では古株で、野獣も頭の上がらない唯一の人物。料理上手である。穏やかで温かく優しいが、城と主人を脅かすものに対しては容赦がなく、熱湯を注いで撃退する過激なところもある。また、時に主人の命令を顧みずに行動することもある。人間の姿はふくよかな体型の白髪の老婆（ミュージカル版ではプラチナブロンドに近い髪色）。
作中で最も有名なベルと野獣のダンスシーンで、アカデミー歌曲賞を受賞した主題歌『ビューティー・アンド・ザ・ビースト〜美女と野獣 』の歌い手を務めている。
『美女と野獣 ベルのファンタジーワールド』2003年発売のスペシャル・エディションに追加された短編『ポット夫人のパーティー (Mrs. Potts's Party) 』では、日頃城の住人を元気づけている彼女が元気を失ってしまう様子が見られる。また、『傷ついた小鳥 (The Broken Wing) 』では野獣がポット夫人の忠告には素直に従ったり、ポット夫人がコグスワースに代わって召使いを仕切ったりする場面があり、城の住人に信頼されていることがわかる。
チップ (Chip Potts)
ポット夫人の息子。城にかけられた魔法でティーカップの姿になっている。ベルを好いておりいつも傍にいたがる。同じ姿の兄弟が何人もいるが、チップは縁が欠けている。人間の姿では6歳ほどの子供で髪は金髪（海外含むミュージカル版では役者により髪色が変わる場合が多い）。足掛けに変えられていた白い犬と一緒にいた。
ミュージカル版ではカップの中にコーヒー豆が入っている。
フェザーダスター / フィフィ / バベット (The Feather Duster / Fifi / Babette)
城のメイドで、ルミエールの恋人。城にかけられた魔法で羽根ばたきの姿になっている。人間の姿では黒いメイド服を着たセクシーな女性。ラストでベルと人間の姿に戻った王子がダンスをしているとき、羽根ばたきでルミエールの顔をくすぐりながら目の前を横切っていく。
フェザーダスターはミュージカル版『美女と野獣』で「バベット（Babette）」と名付けられた。しかし、後に発売されたOVA『美女と野獣 ベルのファンタジーワールド』でこの名称は採用されなかった。このOVAおよび2002年に発売された映画のDVD特典では「フィフィ（Fifi）」と呼称された。その他のイベントやキャラクターグッズに彼女が使われるときにはこれら三つの名のいずれかが選ばれるが、その基準は不明。
ワードローブ / タンス婦人 / マダム・ド・ガルドローブ (The Wardrobe / Madame de la Grande Bouche / Madame de galdrove)
城の着付け係で、元有名なオペラ歌手。城にかけられた魔法で洋服ダンスの姿になっている。元の姿はラストシーンの後姿のみしか出てきていないが、ミュージカル版ではドレスを着たふくよかな女性である。出番も多く、ポット夫人らと共にベルを元気づけたりした。町民との戦闘ではその体を生かして相手を押しつぶし、扉や引き出しで殴って昏倒させたり、一時的に町民の男性を自分の中に閉じ込め、ドレスをきてきちんと化粧を決めた女性に変身させるなどして戦った（変身させたのは戦意喪失のため）。ミュージカル版ではバイキングメットに槍を装備して村人を追いかけ攻撃した。
フットスツール / サルタン (The Footstool / Sultan)
大型犬。城にかけられた魔法で足置きの姿になっている。人懐っこい性格。実際は白い犬で、小柄な少年の姿に戻ったチップを背中に乗せていた。
コートラック (The Coat Rack)
城の使用人で、バイオリニスト。城にかけられた魔法でコート掛けの姿になっている。緑色のシルクハットをかぶっている。手先が器用で、王子の散髪やバイオリン演奏を担当している。ずぶ濡れになったモーリスに毛布を掛けたり、城に襲撃しに来た町民に連続パンチを繰り出す等、出番が多い。
シェフ・ブーシュ (Chef Bouche)
城の料理人。城にかけられた魔法でコンロの姿になっている。ベルが晩餐に来なかった事で愚痴をこぼしていたが、ベルが厨房に訪れたときは張り切って火を起こした。ガストン達が城に襲撃しに来た時は強火にしたコンロの炎で脅かし、彼らを追い返した。

### 町の人々
モーリス (Maurice)
ベルの年老いた父で、発明家をしている。娘想いの優しい父親でベルからも尊敬されているが、村人にはその活動を理解されず笑い者にされている。森で狼の群れに襲われて道に迷い、辿り着いた野獣の城で暖を求めたが野獣に一蹴され、不法侵入の罪で牢屋に入れられてしまう。その後かけつけたベルが代わりに捕らえられたことで解放され、一方的に城から追い出されてしまう。その後、娘を救うべく一人で城に向かう途中病気で行き倒れになるが、ベルに助けられ一命を取り留める。エンディングでは体調も無事回復し、人間の姿に戻った王子と幸せそうに踊るベルの姿を見て涙ぐんでいた。
ル・フウ (Le fou)
ガストンの手下で、背が低く小太りの男。いつもガストンについて回って持て囃しており、ガストンのためなら何でもすると豪語する。歯が欠けており、容姿も悪いが茶目っ気がありどこか憎めない。
襲撃についていくものの、城の召使たちの反撃にあい、ガストンを置いて逃げ出してしまった。
町娘 (The Bimbettes)
ガストンの取り巻きである3人の女性。全員顔はそっくりだが、それぞれ前髪の形やドレスとリボンの色が異なる。胸が大きく、露出したドレスを着用。よく笑う。ガストンのことが大好きだが、ガストンはベルに好意を向けているため、ベルの存在を快く思っていない。彼がベルにプロポーズをしようと結婚式の準備をしていた際は大泣きしていた。
ムッシュー・ダルク (Monsieur Darc)
町の病院の医師で、ガリガリに痩せた老人。怪しげな雰囲気が醸し出している。冷酷な性格。夜中にガストンに呼び出され、酒場でガストンの作戦を聞く。その作戦は「モーリスを精神異常な患者として病院に入院させ、それを取り消す代わりに結婚しろと、ベルを脅す」という内容であった為、快く協力した。ベル達が自宅に戻った後、モーリスを病院に連れて行こうとしたが、失敗に終わった。

## 声の出演
| 役名                        | 原語版声優                                  | 日本語吹替     |
| --------------------------- | ------------------------------------------- | -------------- |
| ベル                        | ペイジ・オハラ                              | 伊東恵里       |
| 野獣 （ビースト）           | ロビー・ベンソン                            | 山寺宏一       |
| ガストン                    | リチャード・ホワイト                        | 松本宰二       |
| ル・フウ                    | ジェシー・コーティ                          | 中丸新将       |
| ポット夫人                  | アンジェラ・ランズベリー                    | 福田公子       |
| ポット夫人                  | アンジェラ・ランズベリー                    | 歌：ポプラ     |
| ルミエール                  | ジェリー・オーバック                        | 江原正士       |
| ルミエール                  | ジェリー・オーバック                        | 歌：若江準威知 |
| コグスワース                | デヴィッド・オグデン・スティアーズ          | 熊倉一雄       |
| ナレーター                  | デヴィッド・オグデン・スティアーズ          | 鈴木瑞穂       |
| モーリス                    | レックス・エヴァーハート                    | あずさ欣平     |
| チップ                      | ブラッドリー・ピアース                      | 山口淳史       |
| ワードローブ                | ジョー・アン・ウォーリー                    | 近藤高子       |
| ワードローブ                | ジョー・アン・ウォーリー                    | 歌：白石圭美   |
| フェザーダスター            | キミー・ロバートソン                        | 横尾まり       |
| 町娘                        | メアリー・ケイ・バーグマン キャス・スーシー | 横尾まり       |
| ムッシュー・ダルク          | トニー・ジェイ                              | 渡部猛         |
| シェフ・ブーシュ            | ブライアン・カミングス                      | 渡部猛         |
| 本屋                        | アルヴィン・エプスタイン                    | 矢田稔         |
| フットスツール （サルタン） | フランク・ウェルカー                        | 原語版流用     |
| フィリップ                  | ハル・スミス                                | 原語版流用     |

## スタッフ
- 製作：ドン・ハーン
- 監督：ゲーリー・トゥルースデイル、カーク・ワイズ
- 製作総指揮：ハワード・アッシュマン
- 脚本：リンダ・ウールヴァートン
- 作詞：ハワード・アッシュマン、アラン・メンケン
- 作曲：アラン・メンケン （アカデミー作曲賞受賞）
- 主題歌：「ビューティー・アンド・ザ・ビースト〜美女と野獣」（アカデミー歌曲賞受賞） - セリーヌ・ディオン & ピーボ・ブライソン

## 日本語版制作スタッフ
- 演出：山田悦司
- 吹替翻訳：進藤光太
- 訳詞：湯川れい子
- 音楽演出：近衛秀健、深澤茂行
- コーラス：ミュージック・クリエイション
- 録音スタジオ：トランスグローバルスタジオ
- 音楽スタジオ：アオイスタジオ
- 日本語版制作：DISNEY CHARACTER VOICES INTERNATIONAL, INC.

## 挿入歌
- 朝の風景（Belle）歌：伊東恵里、松本宰二
- ベルのひとりごと（Belle（Reprise））歌：伊東恵里
- 強いぞ、ガストン（Gaston）歌：松本宰二、中丸新将
- ガストンの悪だくみ（Gaston（Reprise））歌：松本宰二、中丸新将
- ひとりぼっちの晩餐会（Be Our Guest）歌：若江準威知、ポプラ
- 愛の芽生え（Something There）歌：伊東恵里、山寺宏一、若江準威知、熊倉一雄、ポプラ
- 美女と野獣（Beauty and The Beast）歌：ポプラ
- 夜襲の歌（The Mob Song）歌：松本宰二

## サウンドトラック
- 『美女と野獣 オリジナル・モーション・ピクチャー・サウンドトラック』（ポニーキャニオン、1992年5月21日発売）PCCD-00061
- 『美女と野獣 オリジナル・モーション・ピクチャー・サウンドトラック』（ポニーキャニオン、1992年9月18日発売）PCCD-00073
- 『美女と野獣 オリジナル・サウンドトラック』（エイベックス・エンタテインメント、1999年9月15日発売）AVCW-12014
- 『美女と野獣 オリジナル・サウンドトラック ＜英語版＞+＜日本語版＞』（エイベックス・エンタテインメント、2017年3月22日発売）AVCW-63200〜1
- 『美女と野獣 オリジナル・サウンドトラック 日本語版』（ユニバーサル ミュージック、2018年11月14日発売）UWCD-8020
- 『美女と野獣 オリジナル・サウンドトラック ＜英語版＞+＜日本語版＞』（ユニバーサル ミュージック、2018年11月14日発売）UWCD-8021〜2

## スペシャル・リミテッド・エディション
日本でも2002年10月に発売され、内容はIMAXシアター向けの本編や、“挿入歌「人間に戻りたい」ができるまで”等となっている。同年11月にVHSで、12月にDVDで次作が、翌年春にVHSとDVDで次々作のスペシャル・エディションが発売された。

## 原作との違い
この作品は原作の民話やボーモン夫人の『美女と野獣』とは大きくストーリーが異なり、現代的なフェミニズム要素を含むストーリーになっている。有馬哲夫は著書『ディズニーの魔法』において、この違いを詳しく記している。原作では試練のもと成長するのはベルであり、外観ではなく中身の大切さを学び美徳に磨きをかけるが、本作では成長するのは野獣であり、粗暴さを改め、女性を尊重して愛することを学ぶ。野獣は心を入れ替えていくのに対し、ガストンは悔い改めないセクシストであるとしている。
原作にはガストンのような粗暴な求婚者は存在しないが、ジャン・コクトーの映画『美女と野獣』（1946年）では似たような役割の男性が登場する。また原作では「ベル」というのは彼女の本名ではなく、「美女」という意味のあだ名である。本名は作中では明かされない。
なお、ウォルト・ディズニーは1950年代からこの作品をアニメ化する構想を練っていた時期があり、当時の構想は原作の民話やボーモン夫人の話に近いものだったが、最終的に頓挫した過去がある。

## 性差別内容に対する批判
本作の3年前に制作された『リトル・マーメイド』において、ディズニー社はヒロインの人魚姫アリエルに海の世界の友達や家族を捨てさせ、白人の王子の下に駆け落ちさせるラストを与え、多くの女性団体から抗議を受けている。
「ディズニーによる原作原典の改竄」の一環としての識者からの多くの批判と併せ、「ヒロインが最終的には男性の下で結婚し、幸せになる」というディズニー映画の普遍のパターンは、女性の生き様を狭く限定するものとして、絶えず受け続けている批判である。この『リトル・マーメイド』での各方面からの抗議に対し、ディズニー社は以後の作品では「より慎重に女性の役割について考える」と公式に約束した。こうして制作された本作では、ディズニー社は脚本家に女性を起用し、主人公のベルの性格設定について「現代的な女性で、活動的なフェミニストにした」と表明、公開された。
人権団体「New Internationalist（NI）」は、ディズニー映画の性差別主義的内容に対し、それが幼い子供たちを観客主体とすることによる危険性について、長年批判と抗議を行ってきている。「NI」は、この映画での「野獣」が、民話や原作と異なって乱暴な人物にされており、この荒れ狂う「野獣」が、ヒロインのベルの愛情によって「心を入れ替えていく」という内容に改竄されているとして、「これは若い女性への別の危険なメッセージです。ベルが現実世界の人間なら、彼女はほぼ確実に夫から虐待を受ける妻になるでしょう」と警告、批判を行っている。
「NI」やイスラエルの人権団体「Haaretz」 は、ディズニーの主人公ベルに対する「フェミニストとしての性格付け」が、「単に読書好きのキャラクター」になっただけであって、「結局は父親のために自己を犠牲にする旧態依然のディズニーヒロインである」としている。また、登場直後は「教育を受け独立した女性」だったベルが、結局は映画の展開の中で「人生における目標は、良い夫を見つけることである」とするただの女性になってしまっており、何の反省もないディズニーのいつものステレオタイプな性差別指向であるとして批判している。
実写映画『美女と野獣』の監督であるビル・コンドンは悪役の男性が女装させられて逃げる場面に不快感を示した。

## 派生作品
宿納森の獅子
沖縄で2004年、同作品に構想を借り制作された新作組踊。ディズニー映画に構想を借りた作品であるが、その内容は現存する組踊の大部分の例に漏れず、仇討物である。
美女と野獣
2017年4月に日本で公開されたディズニーの実写作品。主演はエマ・ワトソン。

## テレビ放送
| 回数 | 放送局     | 放送枠             | 放送日        | 放送時間      | 放送分数 | 視聴率 | 備考 |
| ---- | ---------- | ------------------ | ------------- | ------------- | -------- | ------ | --- |
| 1    | フジテレビ | ゴールデンシアター | 2003年4月5日  | 21:05 - 22:54 | 109分    | 22.9%  | |
| 2    | TBS        | 水曜プレミアシネマ | 2013年3月20日 | 21:00 - 22:54 | 114分    | 8.6%   | 本編ノーカット放送 |
| 3    | 日本テレビ | 金曜ロードSHOW!    | 2020年4月24日 | 21:00 - 22:54 | 114分    | 11.6%  | 本編ノーカット放送 本編終了後には、「美女と野獣」と「アラジン」それぞれのアニメーション版と実写版の歌唱シーンを比較する特別企画が放送された。 |
| 4    | NHK総合    | プレミアムシネマ   | 2025年2月22日 | 16:30 - 17:56 | 86分     | 2.9%   | 本編ノーカット放送 |
| 5    | NHK Eテレ  | プレミアムシネマ   | 2025年6月15日 | 15:30 - 16:58 | 88分     | 1.0%   | 本編ノーカット放送 |

- 視聴率はビデオリサーチ調べ、関東地区・世帯・リアルタイム。

## コンピュータゲーム
- 美女と野獣

1994年にスーパーファミコン専用ソフトとしてハドソンより発売された。
- Beauty and the Beast : Roar of the Beast/ Belle's Quest

1993年にSega Genesis（メガドライブ）専用ソフトとしてサンソフトより発売された。日本未発売。
- Disney's Beauty and the Beast: A Board Game Adventure

1999年にゲームボーイカラー専用ソフトとして任天堂より発売された。日本未発売。
- キングダムハーツシリーズ

ウォルト・ディズニー社とスクウェア（現・スクウェア・エニックス）の提携により制作されたゲーム。『キングダム ハーツ』をはじめ続編の『キングダム ハーツ チェイン オブ メモリーズ』、『キングダム ハーツII』、『キングダム ハーツ 358/2 Days』の四作に登場している。
- Kinect: ディズニーランド・アドベンチャーズ

ベルや野獣なども登場するゲーム。

## テーマパーク
美女と野獣“魔法のものがたり”
映画の世界を体験できる屋内型ライドアトラクション。2020年9月28日、東京ディズニーランドのファンタジーランドに導入された、ディズニー映画『美女と野獣』をテーマにした世界で唯一のライドタイプのアトラクション。